# Valea Viilor

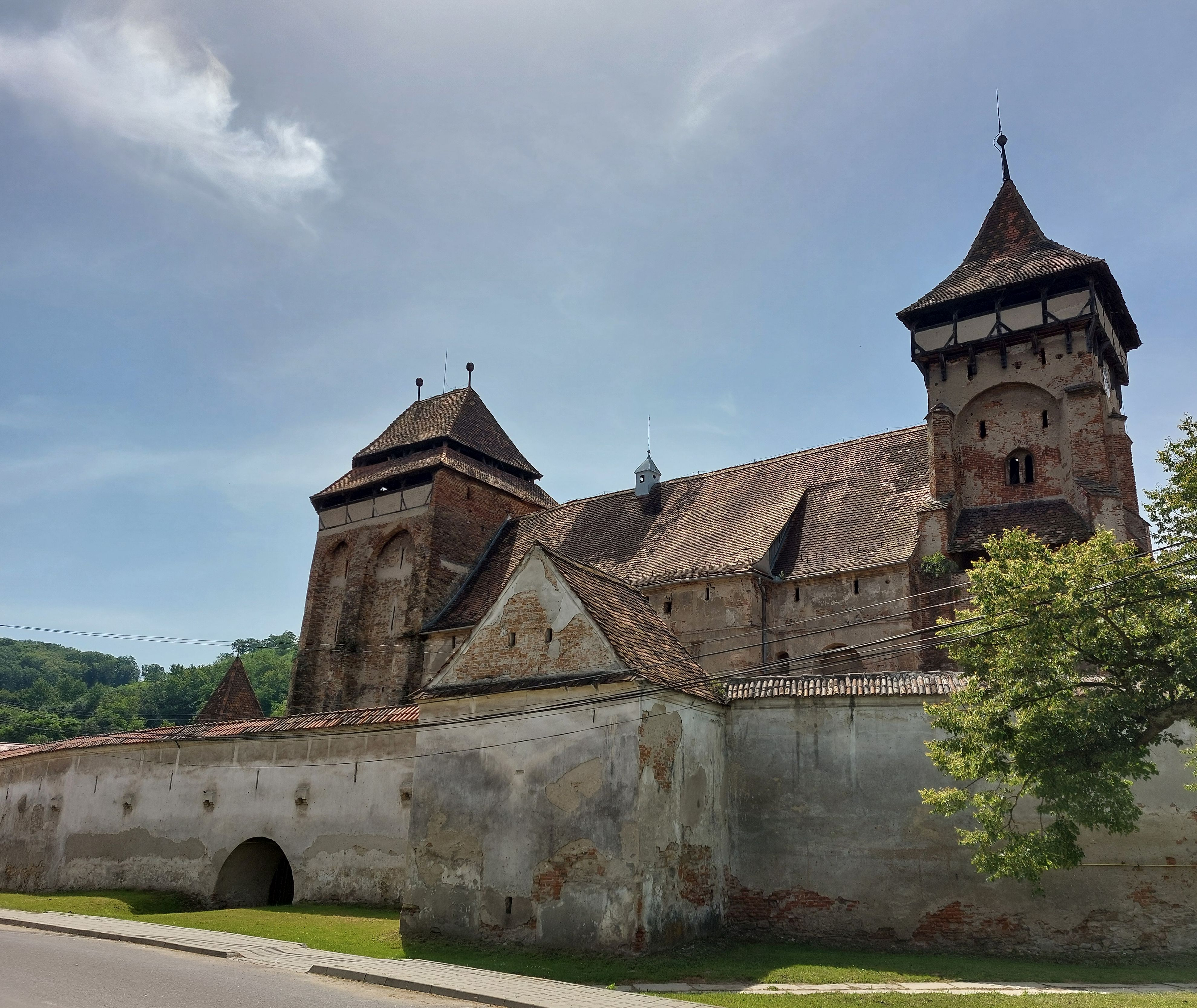
De weerkerk van Valea Viilor

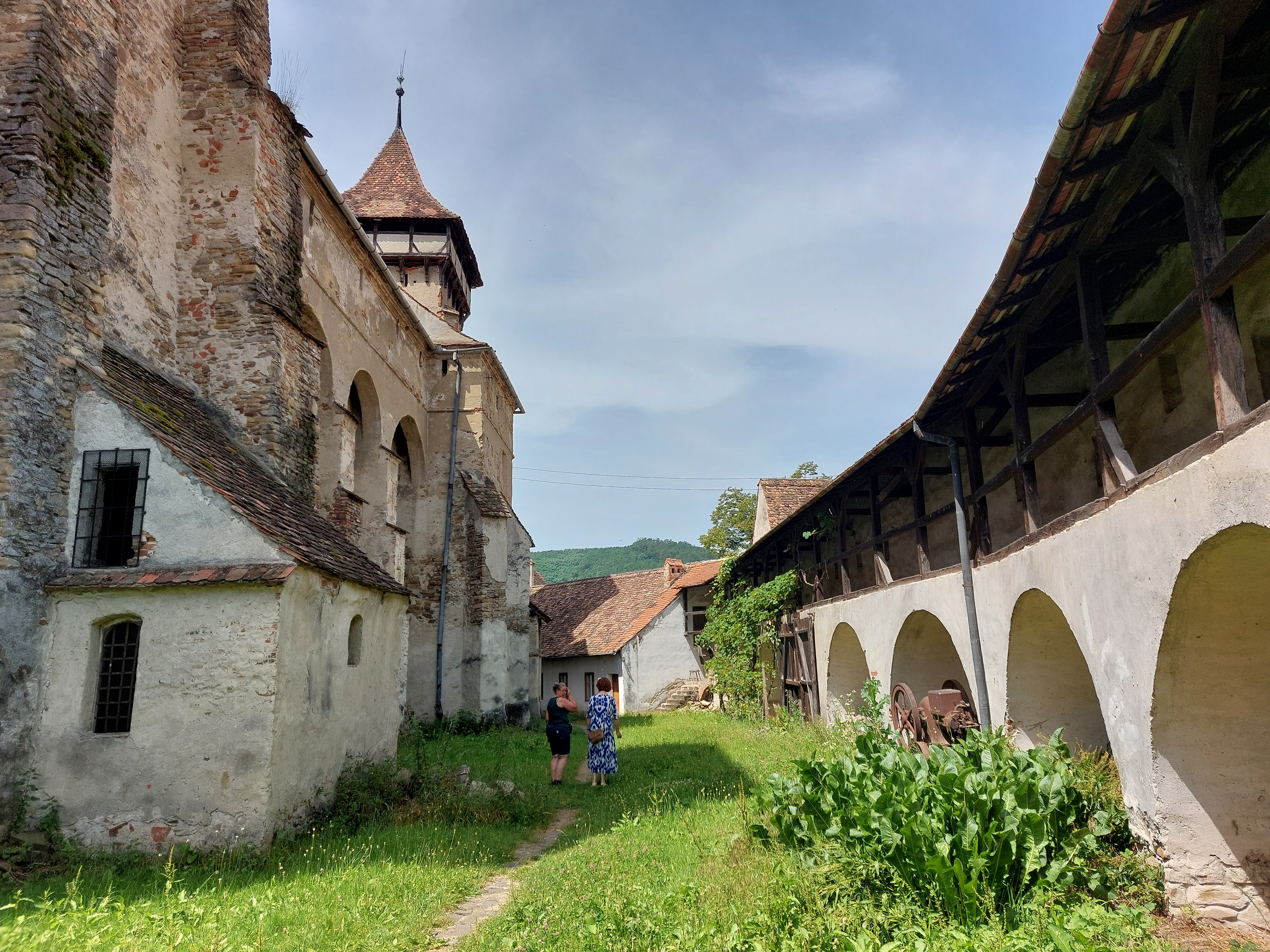
Binnen de muren van de weerkerk

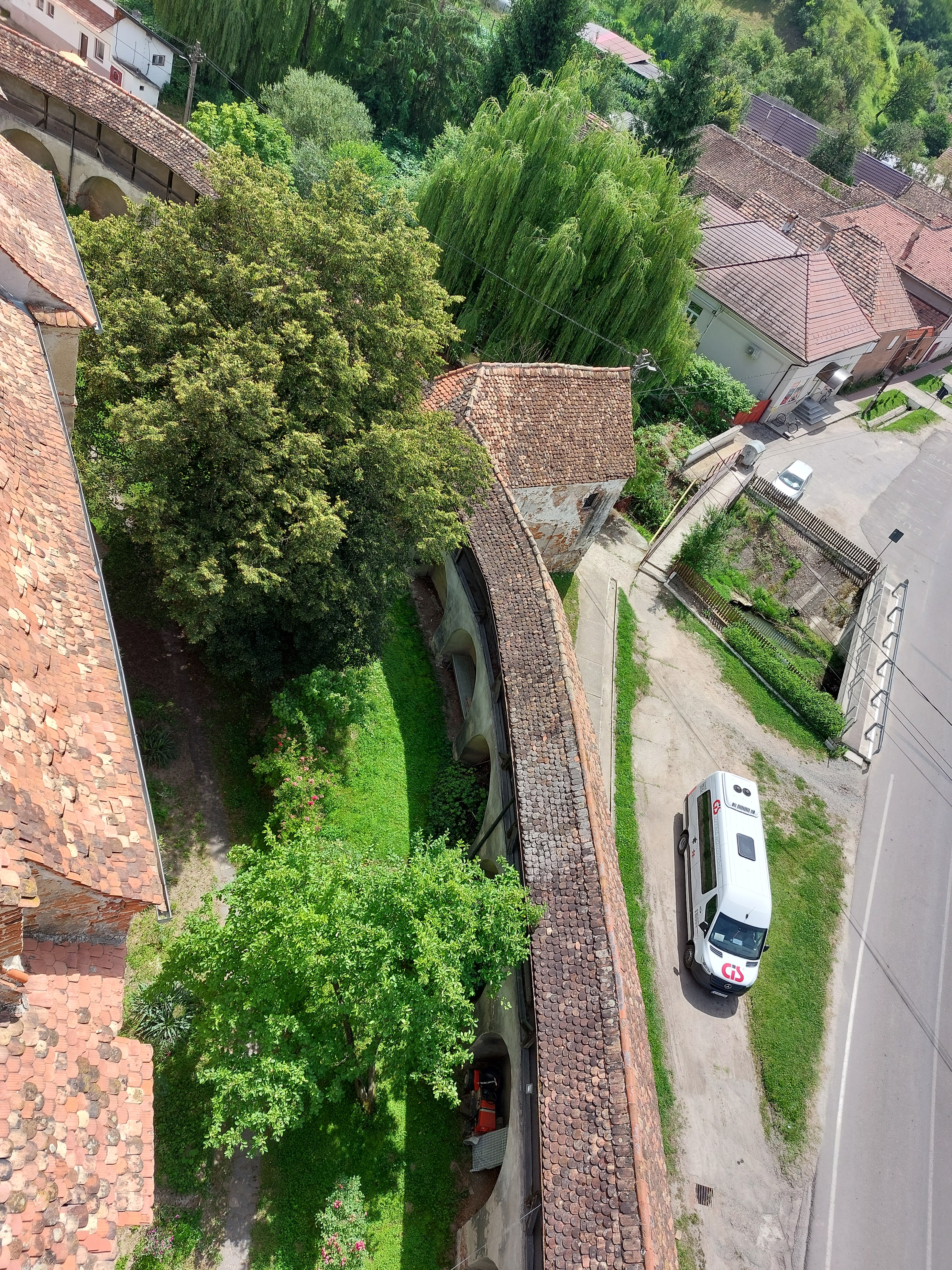
Binnen de muren

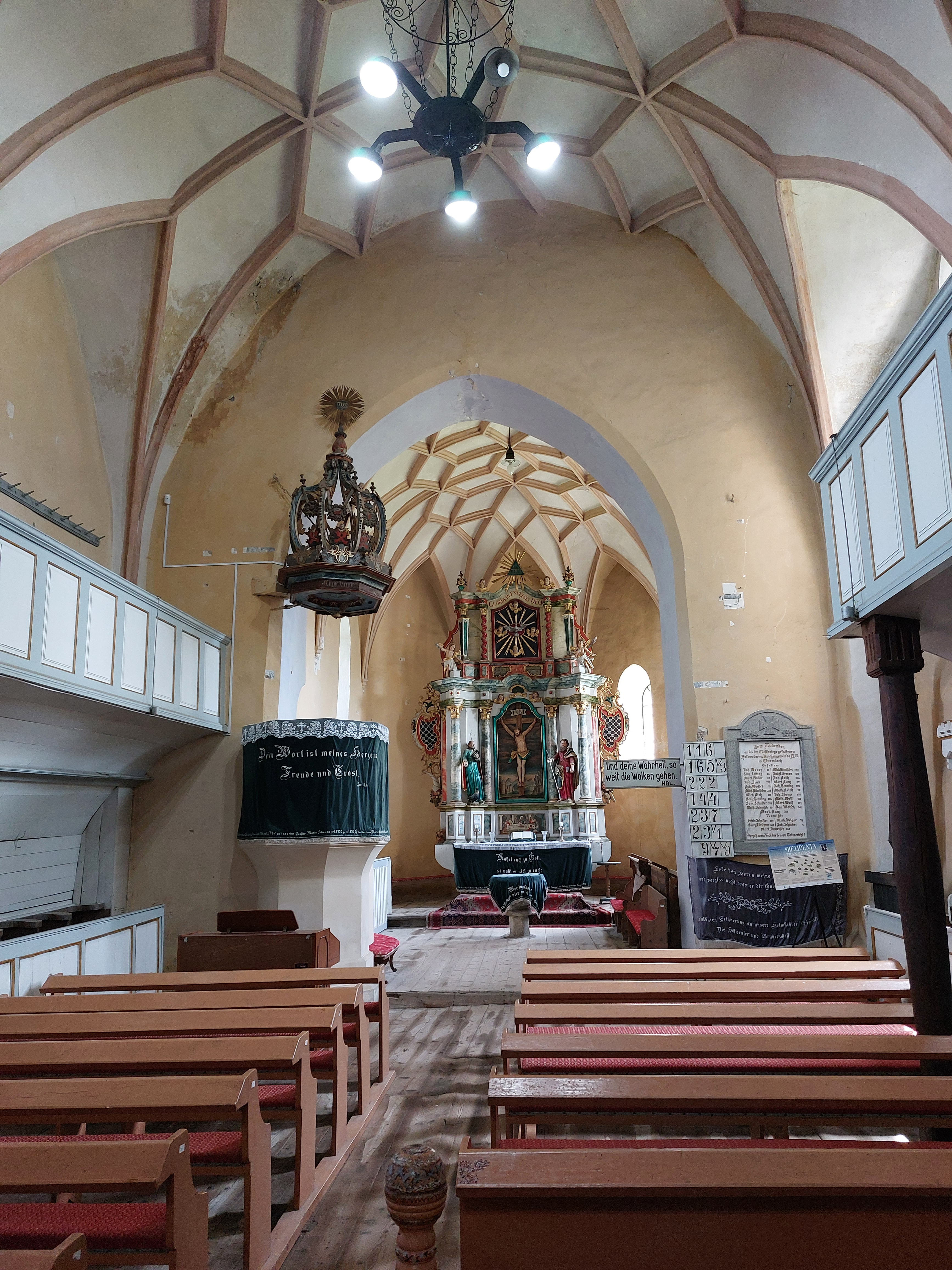
Interieur weerkerk

Valea Viilor (Duits: Wurmloch, Hongaars: Nagybaromlak) is een Roemeense gemeente in het district Sibiu. De Duitse naam van de plaats is Wurmloch, de Hongaarse: Nagybaromlak.
Valea Viilor telt 2127 inwoners. De kerkburcht in de plaats staat op de Unesco Werelderfgoed-lijst als dorp met een weerkerk in Transsylvanië.
Het dorp maakt onderdeel uit van de Saksische regio Königsboden. Ze was onderdeel van het gebied Marktschelken (Șeica Mare).

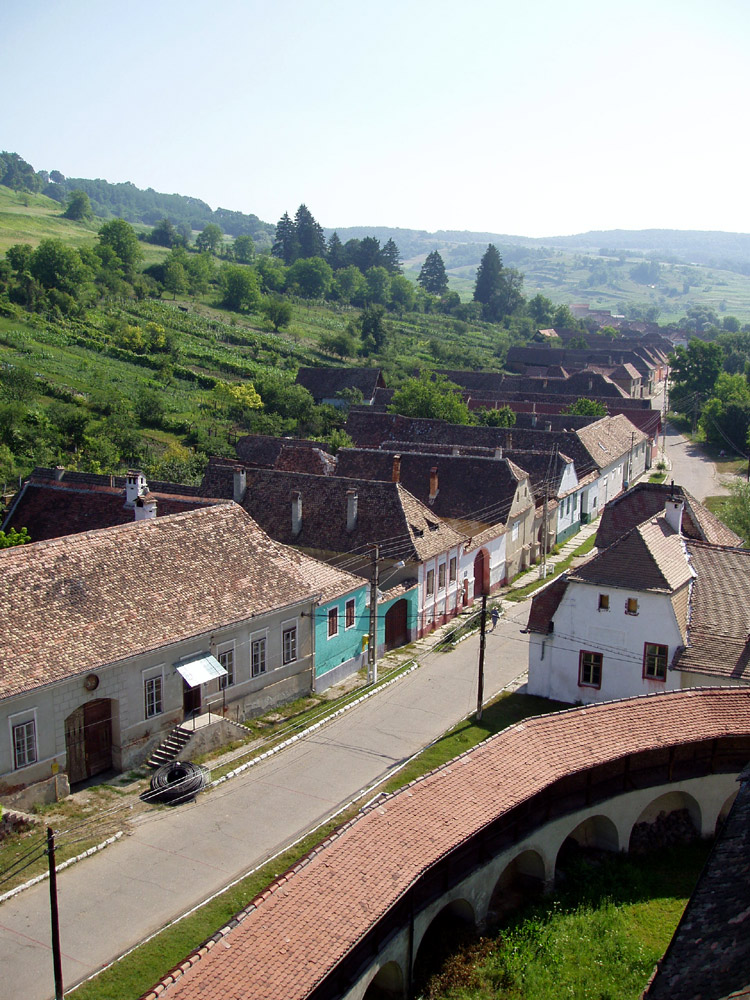